# Левадки
Левадки́ (укр. Левадки, крымскотат. Livadki, Ливадки) — село в Симферопольском районе Республики Крым, входит в состав Чистенского сельского поселения (согласно административно-территориальному делению Украины — Чистенского сельского совета Автономной Республики Крым).

## Население
| 2001 | 2014  |
| ---- | ----- |
| 807  | ↗1036 |

Всеукраинская перепись 2001 года показала следующее распределение по носителям языка
| Язык             | Процент |
| ---------------- | ------- |
| русский          | 64,68   |
| крымскотатарский | 28,25   |
| украинский       | 5,95    |
| другие           | 0,87    |

### Динамика численности
- 1926 год — 165 чел.[12]
- 1939 год — 201 чел.[13]
- 1989 год — 683 чел.[13]
- 2001 год — 807 чел.[14]
- 2009 год — 872 чел.[15]
- 2014 год — 1036 чел.[16]

## Современное состояние
В Левадках 7 улиц, площадь, занимаемая селом, 279,88 гектаров, на которой в 264 дворах, по данным сельсовета на 2009 год, числилось 872 жителя. Территория села состоит из двух чересполосных (несмежных) земельных массивов: один имеет площадь 83,62 га, а второй — 196,26 га.

## География
Село Левадки расположено на юге района, почти на гребне первой куэсты Внутренней гряды Крымских гор, у границы с Бахчисарайским районом, примерно в 11 км (по шоссе) к юго-западу от Симферополя, у шоссе 35Р-001 (по украинской классификации Симферополь — Севастополь), высота центра села над уровнем моря — 329 м. Ближайшая железнодорожная станция Платфортма 1473 километра — примерно в 2,5 км. Соседние сёла: практически примкнувшее с севера Чистенькое и Приятное Свидание Бахчисарайского района — менее 3 км к юго-западу. Возле села, в восточных обрывах куэсты, находится интересный памятник природы и археологии пещера Змеиная.

## История
К юго-востоку от Левадков находится могильник II в. до н. э. — III в. н. э., относившийся к крупному позднескифскому поселению того же периода, населённому скифами и сарматами, известному в науке, как «городище Змеиное».
Впервые собственно Левадки отмечены на подробной военно-топографической карте 1892 года, как русское поселение с 4 дворами, но ни в «…Памятных книжках Таврической губернии…» на 1892 и 1900 год, ни Статистическом справочнике Таврической губернии 1915 года, среди населённых пунктов Подгородне-Петровской волости Ливадков нет. После установления в Крыму Советской власти, по постановлению Крымревкома от 8 января 1921 года была упразднена волостная система и село включили в состав вновь созданного Подгородне-Петровского района Симферопольского уезда, а в 1922 году уезды получили название округов. 11 октября 1923 года, согласно постановлению ВЦИК, в административное деление Крымской АССР были внесены изменения, в результате которых был ликвидирован Подгородне-Петровский район и образован Симферопольский и село включили в его состав. Согласно Списку населённых пунктов Крымской АССР по Всесоюзной переписи 17 декабря 1926 года, в селе Ливадки, Чистеньского сельсовета (в котором село состоит всю дальнейшую историю) Симферопольского района, числился 31 двор, из них 30 крестьянских, население составляло 165 человек, из них 114 украинцев, 50 русских, 1 болгарин. По данным всесоюзной переписи населения 1939 года в селе проживал 201 человек.
После освобождения Крыма 12 августа 1944 года было принято постановление № ГОКО-6372с «О переселении колхозников в районы Крыма» и в сентябре 1944 года в район приехали первые новосёлы (214 семей) из Винницкой области, а в начале 1950-х годов последовала вторая волна переселенцев из различных областей Украины. С 25 июня 1946 года Левадки в составе Крымской области РСФСР, а 26 апреля 1954 года Крымская область была передана из состава РСФСР в состав УССР. Указом Президиума Верховного Совета УССР «Об укрупнении сельских районов Крымской области», от 30 декабря 1962 года Симферопольский район был упразднён и село присоединили к Бахчисарайскому. 1 января 1965 года, указом Президиума ВС УССР «О внесении изменений в административное районирование УССР — по Крымской области», вновь включили в состав Симферопольского. По данным переписи 1989 года в селе проживало 683 человек. С 12 февраля 1991 года село в восстановленной Крымской АССР, 26 февраля 1992 года переименованной в Автономную Республику Крым. С 21 марта 2014 года в составе Крыма аннексировано Россией.